# Sliperiet
Sliperiet är en byggnad i Umeå, vars verksamhet syftar till att vara en mötesplats och miljö för samverkan och experimenterande i gränslandet mellan forskning, utbildning, näringsliv och det omgivande samhället. Här huserar forskare, studenter, kreatörer och entreprenörer – och andra.
Sliperiet – som är en del av Umeå universitet – invigdes i september 2014 som en tvärdisciplinär mötesplats och inkubator i det gamla träsliperiet som tidigare inhyst Konsthögskolan vid Umeå universitet. Tillsammans med Arkitekthögskolan, Bildmuseet och Designhögskolan utgör verksamheterna Konstnärligt campus vid Umeå universitet, beläget vid Umeälven en knapp kilometer från Umeå centrum.
I Sliperiet, som huvudsakligen finansieras av Umeå universitet, finns laboratoriemiljöer som utrustats med stöd av bland andra Wallenbergstiftelserna och Vinnova, finns infrastruktur i form av prototyplabb och studios för visualisering och mediaproduktion. Stöd har även kommit från Umeå kommun, Balticgruppens donationsstiftelse och Tillväxtverket.
Sliperiet driver och deltar i flertalet projekt där forskare och studenter samarbetar med företag och offentlig verksamhet för lokal utveckling. Ett av dessa projekt är +Project, som bygger ett forsknings- och innovationskluster runt digital tillverkning, för att utforska hur 3D-teknik kan användas för att ta fram hållbara trämaterial för byggsektorn. Ett mål är att ett 3D-skrivet hus ska stå färdigt 2018.
Hösten 2018 inleddes en större ombyggnad av Sliperiet, som bland annat ska resultera i en ny domteater med modern visualiseringsteknik inom ramen för ett utökat samarbete med Umevatoriet. Under byggtiden flyttas all verksamhet till Tullkammaren i centra Umeå.

## Resurser
Byggnaden är i tre plan om sammanlagt drygt 4 000 kvadratmeter. På markplanet finns stora konferenslokaler, verkstäder och ett kafé. En trappa upp finns möteslokaler, studior för medieproduktion, samt ytterligare en verkstad. På översta planet finns kontorsytor för uthyrning samt möteslokaler.

### FabLab Umeå

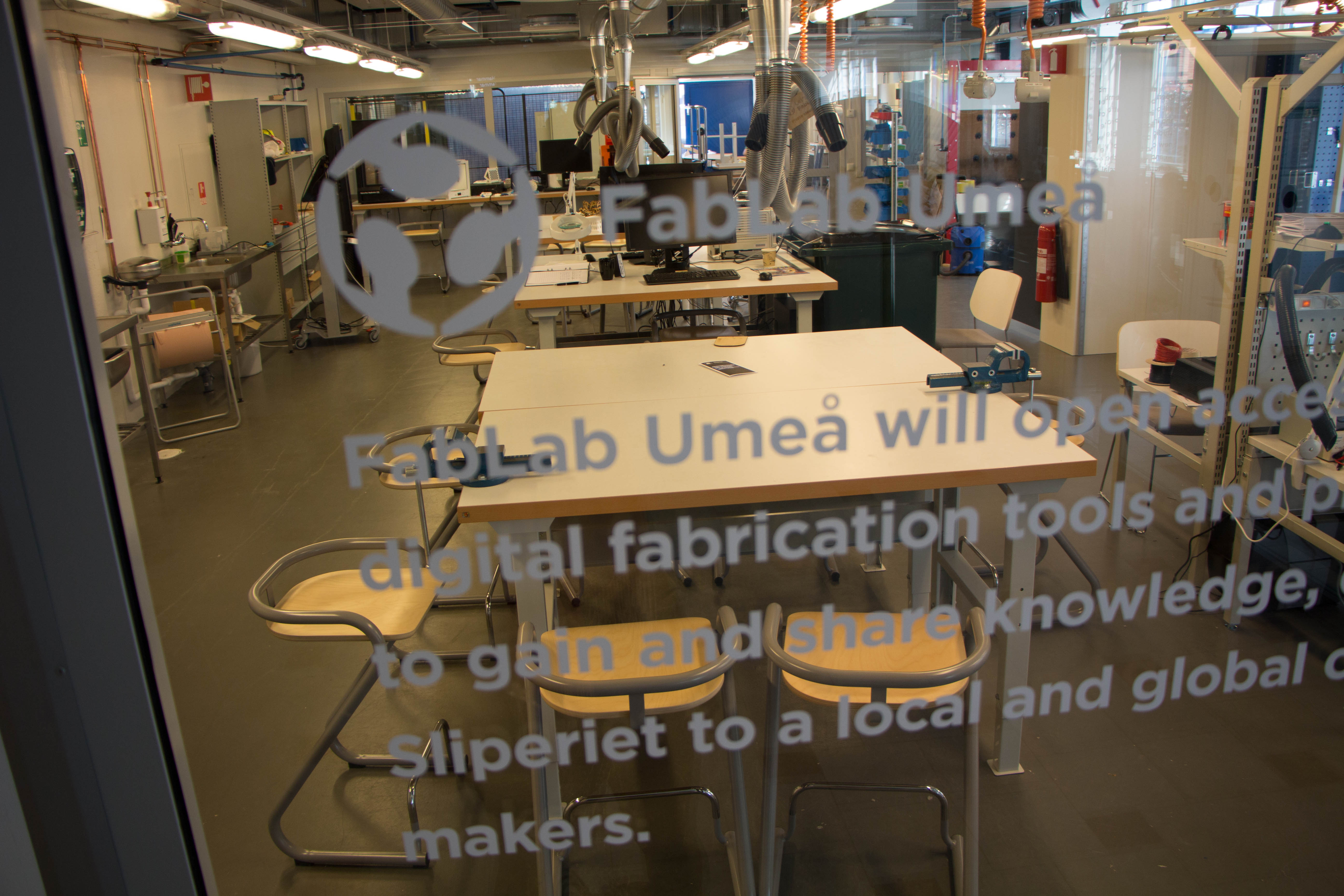
FabLab.

FabLab är en förkortning av Fabrication Laboratory, och är en verkstad där ”vem som helst kan tillverka nästan vad som helst”. Syftet är att stimulera lokalt entreprenörskap och innovationskraft genom att tillhandahålla verktyg för digital tillverkning.
Under universitets terminer håller SoftLab och 3DLab öppet för allmänheten under namnet FabLab Umeå. Det är en av få i sitt slag i Sverige, men den så kallade makerrörelsens idéer återfinns även inom Collaboratory i Göteborg, Fabriken i Malmö, Karlskrona Makerspace, Luleå Makerspace, Makers i Trollhättan, Stockholm Makerspace, Uppsala Makerspace, Folk Lab i Nacka och Fab Lab Halmstad.

### 3DLab

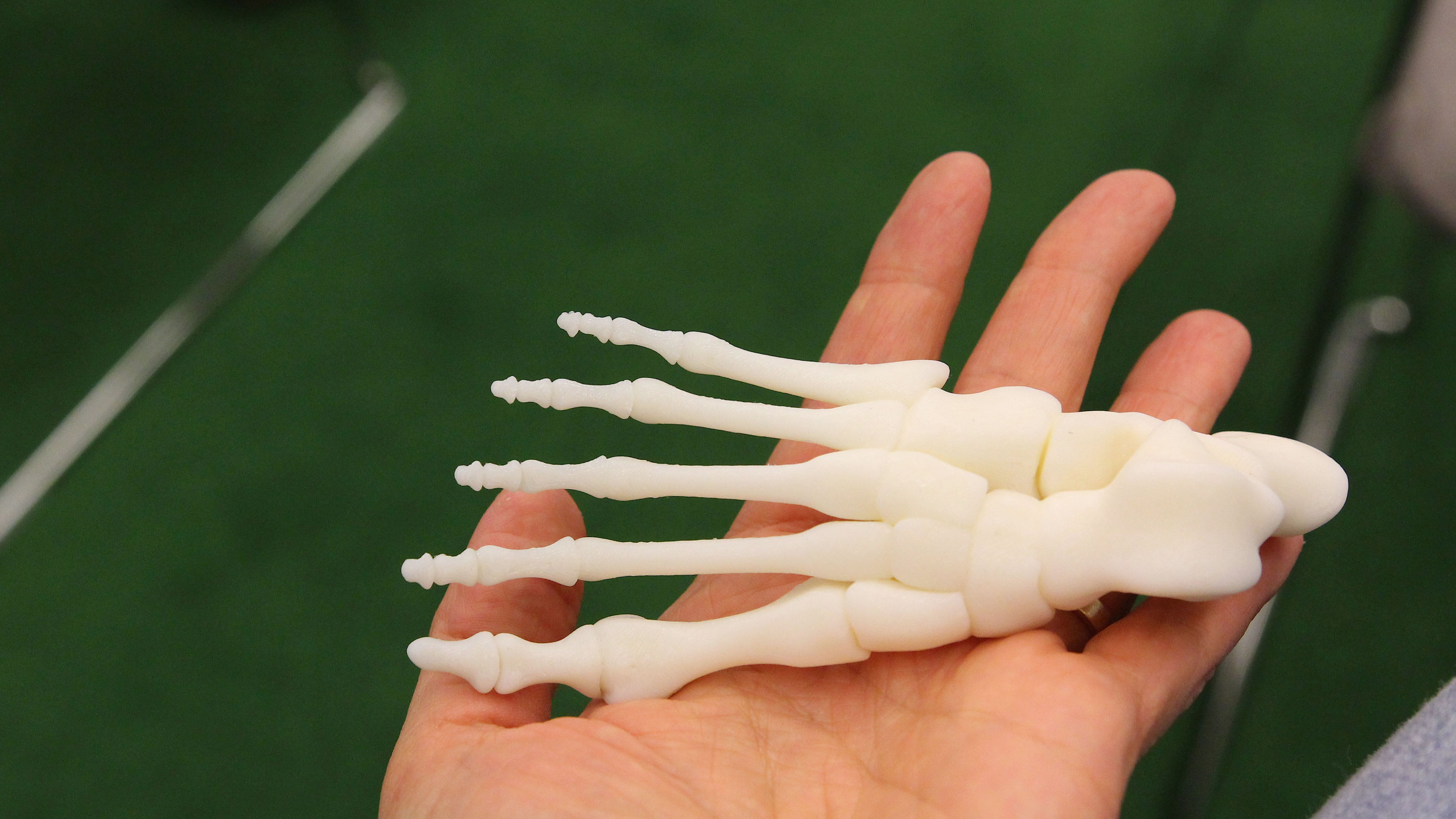
3D-utskriven skelettdel.

3D-labbet är en prototypverkstad för tester och visualisering för undervisning, forskning och produktidéer. Här finns en rad digitala tillverkningsverktyg, bland annat 3D-skrivare, 3D-skannrar, laserskärare, CNC-fräs och programvara för att rita i 2D eller 3D.
Umeå universitet fick 2013 Vinnovas uppdrag att ta fram en nationell agenda för 3D-teknik och additiv tillverkning, och har även engagerat sig i branschföreningen Sveat, Svenska leverantörer av additiv tillverkning.

### Kontorsplatser och möteslokaler
I Sliperiet finns stora, flexibla konferenshallar såväl som mindre möteslokaler till uthyrning. På översta planet finns möjlighet att hyra kontorsplats. Några av hyresgästerna är Interactive Institute, Kulturverket, Adopticum, Föreningen Norden och EoE Glasses.

### Media Studio
I Media Studio finns sex arbetsstationer med relevant mjukvara där man kan arbeta med stillbild, rörlig bild och 3D-modellering för filmer, appar och spel.

### MotionLab
Sliperiet har en motion capture-utrusning, en teknik som kan användas i syfte att främja problemlösning, kreativitet och entreprenörskap i undervisning och forskning. Sliperiets Mo Cap-utrustning hanterar objekt-, kropps- och ansiktsspårning. Utrusningen är monterad i Black Box, ett flexibelt rum med generösa ytor som kan användas för animation, stop motion eller andra projekt.

### Softlab
SoftLab är en prototypverkstad för textiler, kroppsnära teknologi, digital modeproduktion och "Internet of things". Där finns en bred uppsättning produktionsverktyg, de flesta med digital underbyggnad, som symaskiner, en digital textilprinter, lödstationer och programvara för bland annat tillskärning.

### Sound Studio
I Sound Studio kan man arbeta med ljudinspelningar och ljudbearbetning. Det finns ett mindre inspelningsbås och två arbetsstationer för bearbetning.

## Företagsinkubator för kreativa näringar
I Sliperiets lokaler ligger eXpression Umeå, en ledande inkubator i Sverige för kulturella, konstnärliga och kreativa näringar.

## Historia
Den byggnad som hyser Sliperiet, Umeå träsliperi, uppfördes 1909 och fungerade fram till 1954 som fabrik för pappersmassaframställning. Efter en ombyggnad åren 1986–1987 togs lokalerna i bruk för den nystartade Konsthögskolan, som stannade till år 2012 då den flyttade till nybyggda lokaler strax intill. Vid det laget hade Umeå universitet redan långt gångna planer på en ny verksamhet för att stimulera möten, innovation och entreprenörskap inom det konstnärligt/kreativa området.